# Grenke

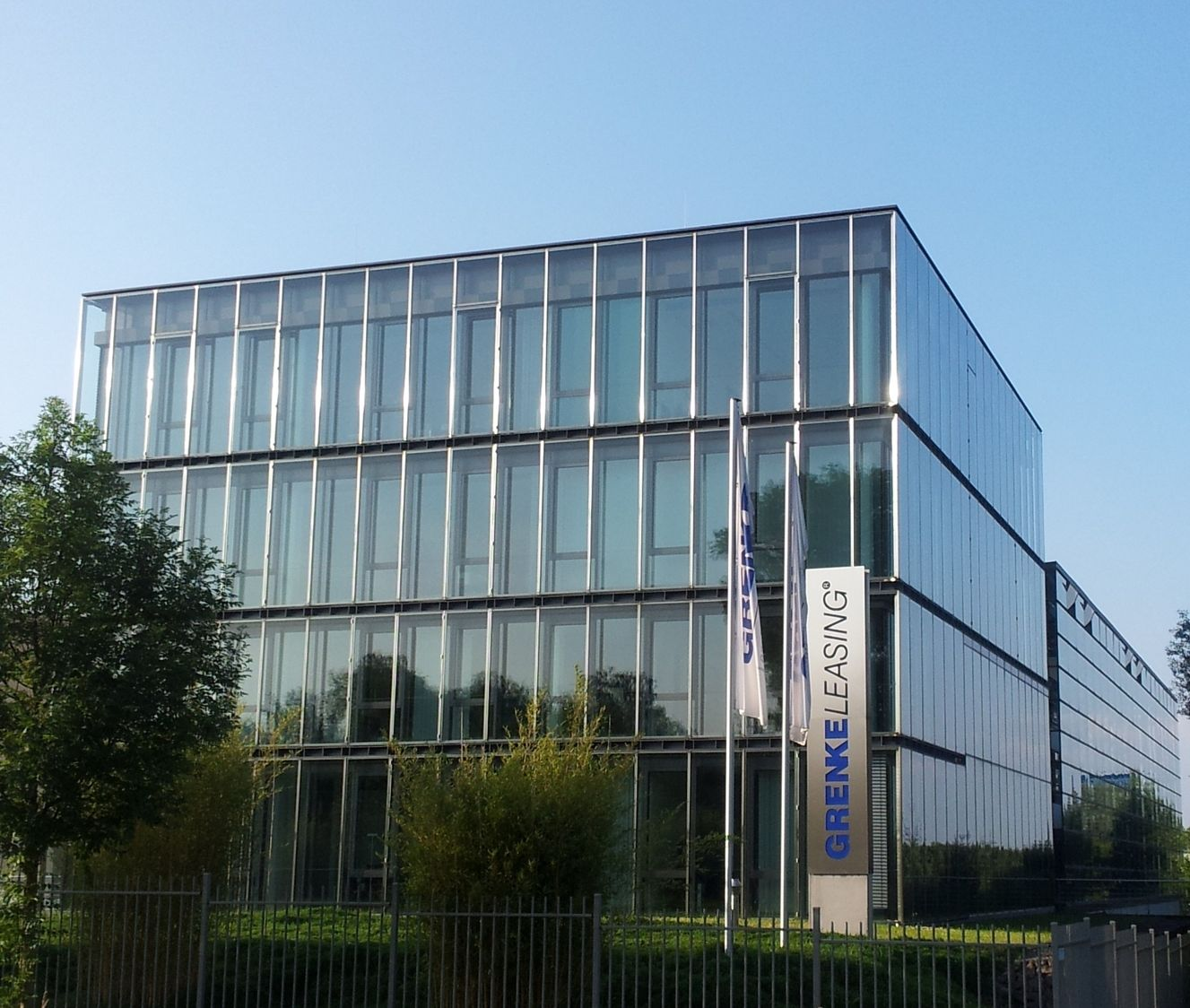
Firmenzentrale grenke AG in Baden-Baden (2013)

Die Grenke AG (bis 2016 Grenkeleasing AG; Eigenschreibweise grenke) ist ein deutscher Finanzdienstleister mit Sitz in Baden-Baden. Das Kerngeschäft der Aktiengesellschaft ist Leasing von Produkten der Bürokommunikation. Daneben ist Grenke im Bereich Factoring tätig und verfügt über eine Banklizenz. Grenke ist Mitglied im Bundesverband Deutscher Leasing-Unternehmen.

## Geschichte
Das 1978 von Wolfgang Grenke als Einzelfirma gegründete Unternehmen wurde 1979 in die damalige Grenkeleasing KG eingebracht. In den folgenden Jahren wurden die ersten Niederlassungen in Deutschland eröffnet. 1990 gründete Grenkeleasing als erste deutsche Leasinggesellschaft eine rechtlich selbstständige Niederlassung im damaligen Ost-Berlin. 1997 firmierte die Gesellschaft zur Aktiengesellschaft um, am 4. April 2000 folgte der Börsengang am Neuen Markt. Seit 2003 ist Grenkeleasing im Prime Standard der Frankfurter Wertpapierbörse notiert.
Seit 2005 bot die Grenke-Gruppe auch Factoring als Finanzdienstleistung an. Das Factoringgeschäft wurde im April 2025 verkauft und wird stufenweise von der schweizerischen Teylor AG übernommen.
Anfang 2009 erwarb das Unternehmen eine Banklizenz durch den Kauf der ehemaligen Privatbank Hesse Newman, die dann zur Grenke Bank umfirmiert wurde.
Am 3. Mai 2016 beschloss die Hauptversammlung der Grenkeleasing AG die Umfirmierung zur Grenke AG. Begründet wurde dieser Schritt mit der zunehmenden Bedeutung der Bereiche Factoring und Banking.
Zum 24. Juni 2019 stieg die Grenke-Aktie vom SDAX in den MDAX auf. Aufgrund des Einbruches des Aktienkurses infolge der Bilanzbetrugsvorwürfe stieg die Grenke-Aktie zum 21. Dezember 2020 wieder in den SDAX ab.

## Grenke-Gruppe
Die Grenke AG ist Teil der Grenke-Gruppe, die mittlerweile mit 34 Standorten in Deutschland vertreten ist. Insgesamt ist die Grenke-Gruppe an mehr als 160 Standorten in 33 Ländern weltweit vertreten. Die Gruppe umfasst die aktiven Gesellschaften des Grenke-Konzerns sowie die national und international agierenden Leasing- und Factoring-Franchisepartner. Die Service-Palette der Grenke-Gruppe deckt zum einen das Small-Ticket Leasing und Factoring ab und zum anderen – über die Grenke Bank AG – als digitale Bank das klassische Business Banking für kleine und mittlere Unternehmen.

## Auslandsgesellschaften
Neben Niederlassungen in Italien, Frankreich und der Schweiz arbeitet das Unternehmen mit Tochtergesellschaften in Australien, Belgien, Brasilien, Dänemark, Finnland, Großbritannien, Irland, Kroatien, Lettland, Luxemburg, Malta, den Niederlanden, Norwegen, Österreich, Polen, Portugal, Rumänien, Schweden, Singapur, der Slowakei, Slowenien, Spanien, Tschechien, der Türkei, USA, Ungarn und den Vereinigten Arabischen Emiraten. Grenke Franchisegesellschaften sind in Chile und Kanada.

## Bilanzbetrugsvorwürfe 2020
Im September 2020 bezichtigte die Investorengruppe Viceroy Research um den Leerverkäufer Fraser Perring die Grenke AG unter anderem der Bilanzfälschung und der Beihilfe zur Geldwäsche. Viceroy äußerte die Vermutung, ein großer Anteil der ausgewiesenen liquiden Mittel von rund einer Milliarde Euro würde nicht existieren und stellte Grenke in eine Reihe mit nachgewiesenen Bilanzskandalen wie Wirecard, Lernout & Hauspie und Steinhoff. Grenke wies die Anschuldigungen zurück und betonte, dass zum Zeitpunkt der Aufstellung der Halbjahresbilanz 2020 alleine rund 850 Millionen Euro der angezweifelten liquiden Mittel nachweislich als Bundesbankguthaben bestünden. Der Aktienkurs des Unternehmens fiel innerhalb von zwei Tagen um rund 49 Prozent.
Während einer laufenden Sonderprüfung trat das Vorstandsmitglied Mark Kindermann im Februar 2021 zurück, nachdem es nach Angaben des Unternehmens zu „kritischen vorläufigen Bewertungen bisheriger interner Prozesse in der Compliance-Organisation und der internen Revision gekommen sei.“ Der Aktienkurs fiel in der Reaktion abermals um einen zweistelligen Prozentwert.
Ende Februar 2021 veröffentlichte Grenke den Zwischenstand der laufenden Sonderprüfung durch den Wirtschaftsprüfer Mazars, der von der Finanzaufsicht BaFin beauftragt worden war. Mazars kritisierte vor allem die bilanzielle Behandlung von Franchiseunternehmen, mangelnde Offenlegung von Firmen, die personell mit Grenke und seinem Gründer Wolfgang Grenke verbunden sind („Related Parties“), Mängel in der Geldwäscheprävention sowie in Teilen des Kundenkreditgeschäfts von Grenkes Banktochter; dies waren zentrale Punkte der Vorwürfe des Investors Perring.
Am 17. Mai 2021 erhielt die Grenke AG von ihrem Wirtschaftsprüfer KPMG ein uneingeschränktes Testat für ihren Konzernabschluss 2020, welches nach Börsenschluss per Adhoc-Mitteilung veröffentlicht wurde.
Der Konzernabschluss 2019 des Leasingunternehmens Grenke war nach Auffassung der Finanzaufsicht Bafin fehlerhaft, wie Grenke im Juli 2021 mitteilte. Der von der Bafin angeordneten Mitteilung zufolge habe Grenke es unter anderem unterlassen, Franchisegesellschaften als Tochterunternehmen in den Abschluss einzubeziehen sowie Leasingforderungen und Geschäfts- oder Firmenwerte zu hoch ausgewiesen. Insgesamt waren allerdings nur wirtschaftlich minimale Bilanzkorrekturen notwendig und die Änderungen im Abschluss waren aus ökonomischer Sicht eher unwesentlich.
Die Bafin schloss die institutsbezogenen Maßnahmen aus der Sonderprüfung bei der Grenke AG und der Grenke Bank AG offiziell im Februar 2022 ab. Im Rahmen des turnusmäßigen „Supervisory Review and Evaluation Process“ (SREP) wurde die Höhe der erforderlichen Eigenmittel angepasst, die Grenke mindestens zusätzlich vorzuhalten hat. Außerdem hat die BaFin die Sicherstellung der ordnungsgemäßen Geschäftsordnung angeordnet.